# زتا تلسکوپ
زتا تلسکوپ یک ستاره است که در صورت فلکی تلسکوپ قرار دارد.